# Stenopsyche rotundata
Stenopsyche rotundata is een schietmot uit de familie Stenopsychidae. De soort komt voor in China.